# Димитров, Камен
Камен Димитров (болг. Камен Димитров; род. 18 января 1962) — болгарский легкоатлет, специалист по метанию диска. Выступал за сборную Болгарии по лёгкой атлетике в 1981—1991 годах, чемпион Европы среди юниоров, трёхкратный чемпион Балкан, многократный победитель и призёр первенств национального значения, участник чемпионатов мира 1987 года в Риме и 1991 года в Токио.

## Биография
Камен Димитров родился 18 января 1962 года.
Впервые заявил о себе на международном уровне в сезоне 1981 года, когда вошёл в состав болгарской сборной и выступил на юниорском европейском первенстве в Утрехте, где превзошёл всех соперников в метании диска и завоевал золотую медаль.
В 1984 году одержал победу на чемпионате Балкан. Рассматривался в качестве кандидата на участие в летних Олимпийских играх в Лос-Анджелесе, однако Болгария вместе с несколькими другими странами восточного блока бойкотировала эти соревнования по политическим причинам. Вместо этого Димитров выступил на альтернативном турнире «Дружба-84» в Москве — с результатом 60,40 закрыл здесь десятку сильнейших.
В 1985 году в первый раз стал чемпионом Болгарии в метании диска.
В 1986 году вновь победил на балканском чемпионате, на соревнованиях в Пловдиве установил свой личный рекорд — 65,40 метра. Принимал участие в чемпионате Европы в Штутгарте — на предварительном квалификационном этапе показал результат 59,88 метра, чего оказалось недостаточно для выхода в финал.
На чемпионате мира 1987 года в Риме метнул диск на 58,90 метра и так же в финал не вышел.
В 1988 году был лучшим на чемпионате Болгарии и чемпионате Балкан.
В 1990 году отметился выступлением на чемпионате Европы в Сплите (56,56).
В 1991 году в четвёртый раз выиграл чемпионат Болгарии в метании диска. На чемпионате мира в Токио с результатом 57,72 в финал не вышел.
Завершил спортивную карьеру по окончании сезона 1993 года.